# Muntanyes Cimínies
Less Muntanyes Cimínies són un massís de la Itàlia central, que pertanyen a la serralada dels Anteapenins lacials, les restes d'antics volcans. Encerclant aquestes hi ha un bosc centenari esmentat pels historiadors de l'antiga Roma. En aquestes muntanyes es troba el llac de Vico, també dit llac Cimino, esmentat a l'Eneida.

## Descripció
Constituieixen el romanent de la corona perimetral de dos antics sistemes volcànics: una més antiga, amb el mont Cimino, situat al municipi de Soriano nel Cimino (altitud 1.053 msnm) i una més recent, amb el mont Fogliano (963 msnm). El bosc Cimí, que és una centenària fageda, envolta aquestes muntanyes a la quota 1.053 m i ocupa unes 50 hectàrees.
Poggio Nibbio (896 msnm) és un altre cim on hi ha instal·lades nombroses antenes de repetició de senyal radiotelevisiva. El mont Venere (851 msnm), inclou un llac on va haver l'antiga caldera del volcà, el llac de Vico (o Cimino).
El Mont Venere, en determinats períodes es presentava com una illa lacustre, mentre que actualment emergeix per l'estabilització que ha suposat l'obertura de l'emissari artificial del riu Vicano.
Les muntanyes Cimínies es presenten més altes i escarpades vers el nord, però més suaus i sinuoses vers el sud.
El centre més poblat és Vetralla, que reclama cada any durant les festes populars anomenades Sposalizio dell'albero («les noces de l'arbre») la propietat del Mont Fogliano, que actualment té el municipi de Caprarola. Altres poblacions de la vora són: Soriano nel Cimino, de vegades esmentada amb el sobrenom de "Perla del Cimino"; i més a prop del llac, Caprarola, Ronciglione, Canepina i San Martino al Cimino.
El llac de Vico conserva els trets típics de l'aspror paisatgística dels vessants d'un volcà.
Altres cims volcànics d'origen secundari als quals pertany el mont la Palanzana, (802 msnm) que es poden veure des de Bagnaia i Viterbo, estan en el vessant del mont Cimino.

## Presència humana
En una petita cova que s'obre en un dels tres cims del mont Venere, popularment coneguda com a boca del volcà, es pot accedir a material d'època neolítica.
L'alçada del Mont Fogliano, la Palanzana, Mont Cimino (la Faggeta) i la menor que forma el penyal de Soriano van ser l'espai escollit per fer assentaments humans durant finals de l'edat del bronze (segles XII-XI aC); destaca per les seves dimensions el del Mont Cimino, des d'on a 1000 msnm, dominava la vista sobre el territori circumdant.
Entre els principals assentaments de fase precedent a la protohistòria, cal esmentar el de la Nocicchiola, situat a la plana a la vora del llac i al vessant del Mont Venere (bronze mitjà, segles XV i XIV aC) i els del bronze recent (segle XIII aC) precedent al ja esmentat del Mont Fogliano.

## Etimologia
Segons alguns autors el nom derivaria de dos termes chem-myn, que volen dir «lloc del tabernacle», perquè a la muntanya del mateix nom, el Mont Cimino, les tribus primitives oferien sacrificis als déus. Això explicaria per què Titus Livi narra que el senat romà no volia que el seu exèrcit passés pel bosc d'aquestes muntanyes, ja que travessar-lo equivaldria a ofendre els déus.